# Сергеев, Павел Всеволодович
Сергеев Павел Всеволодович (1 марта 1955, Сталино — 31 августа 2021, Донецк) — советский и украинский учёный-горняк, доктор технических наук, профессор кафедры «Обогащение полезных ископаемых» Донецкого национального технического университета.

## Биография
Родился 1 марта 1955 года в городе Сталино (ныне город Донецк).
В 1982 году окончил Донецкий политехнический институт по специальности «Обогащение полезных ископаемых».
В 2008 году защитил докторскую диссертацию «Развитие научных основ селективной флокуляции угля гидрофобными органическими реагентами».

## Научная деятельность
Область научных интересов: физико-химические технологии обогащение и обезвоживание тонких классов полезных ископаемых, в частности уголь.
Входит в ряд ведущих членов научной школы Специальные методы обогащения, обезвоживания и окомкования тонко- и мелкодисперсного угля.

### Научные труды
- Белецкий В. С., Сергеев П. В., Папушин Ю. Л. — Теория и практика селективной масляной агрегации угля — Донецк: Грань. — 1996. — 264 с.
- Сергеев П. В., Белецкий В. С. Селективная флокуляция углей. — Донецк: Донгту, УКЦентр, Восточный издательский дом — 1999, 136 с.
- Никитин И. М., Сергеев П. В., Белецкий В. С. Селективная флокуляция угольных шламов латексами. — Донецк: Восточный издательский дом. — 2001. — 152 с.
- Сергеев П. В., Белецкий В. С. Селективная флокуляция угольных шламов органическими реагентами. (монография). — Донецк: Восточный издательский дом, Донецкое отделение НТШ, «Редакция горной энциклопедии», 2010. — 240 сек.
- Смирнов В. А., Сергеев П. В., Белецкий В. С. Технология обогащения угля. Учебное пособие. — Донецк: Восточный издательский дом, — 2011. — 476 с.